# Rames automotrices de la série 5000 (Fepasa)
Les rames de la série 5000 (Fepasa) sont des rames automotrices en acier inoxydable exploitées par Ferrovia Paulista SA de 1979 à 1992 puis par Companhia Paulista de Trens Metropolitanos (CPTM) et ViaMobilidade, sur des lignes de banlieue du réseau ferroviaire de la région métropolitaine de São Paulo au Brésil. Elles sont conçues et partiellement construites en France.

## Histoire

### Conception et construction (1973-1980)

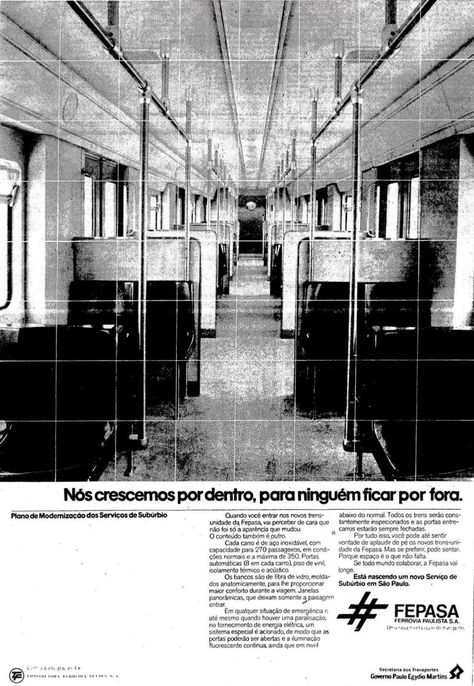
Publicité de Fepasa présentant l'intérieur du nouveau train de banlieue en 1979. C'est l'une des 54 voitures produites en France, dont la principale différence avec celles assemblées au Brésil réside dans la position des sièges.

#### Origines du projet et appel d'offres (1973-1974)
Le projet des rames automotrices commence au début des années 1970 lorsque le gouvernement de l'État de São Paulo demande à la société française Sofrerail (actuellement Systra) de réaliser des études pour le renouvellement des trains de banlieue de l'entreprise ferroviaire brésilienne Ferrovia Paulista SA (Fepasa). À la suite d'un appel d'offres international lancé fin 1973, le président des chemins de fer de São Paulo recommande l'acquisition de 60 trains de quatre voitures à l'industrie française. L'achat des trains est approuvé par le secrétaire aux transports, Paulo Maluf, qui accepte que le projet soit proposé au président de la république fédérative du Brésil, Ernesto Geisel : il est nécessaire que la garantie du gouvernement fédéral s'ajoute à celle de l'État de São Paulo en raison des problèmes financiers de Fepasa. En décembre 1974, Fepasa conclut avec le consortium franco-brésilien Consórcio Construtor de Trens Unidade (CCTU) un contrat d'une valeur de 200 millions de dollars américains pour la fourniture de 60 rames en acier inoxydable composées de deux motrices et de deux remorques équipées de la climatisation. Ce consortium est formé par le groupement de constructeurs ferroviaires français Francorail-MTE, Traction CEM-Oerlikon, la société brésilienne Cobrasma et la filiale brésilienne de Brown Boveri & Cie.

#### Négociations entre les cocontractants français et brésiliens (1975)
Le projet connaît un revirement quelques mois après la signature du contrat, après l'entrée en fonction en 1975 du nouveau gouverneur de l'État de São Paulo : celui-ci demande au nouveau secrétaire aux transports de revoir le contrat de financement avec la banque Crédit Lyonnais, alors qu'il est sur le point d'être signé par l'ambassadeur du Brésil en France Antônio Delfim Netto. Selon le cabinet du gouverneur, le contrat signé en France a un coût d'environ 900 000 dollars américains par train alors que le réseau ferroviaire fédéral Rede Ferroviária Federal achète des trains similaires à l'industrie brésilienne pour 400 000 à 500 000 dollars américains chacun. Des accusations de corruption sont démenties par le régime militaire et un avenant est conclu en juillet 1975 : la commande est portée de 240 à 300 voitures pour le même budget et la part de l'industrie brésilienne dans le projet est accrue.

#### Prototypage et construction (1976-1980)
Francorail-MTE utilise en partie le projet de la série Z 6400 de la SNCF pour accélérer le développement des trains pour Fepasa qui est confrontée à une situation de plus en plus difficile sur ses lignes de banlieue. Le processus de fabrication est lancé en juin 1976 et une rame prototype est mise au point en octobre 1977. Des essais sont menés entre décembre 1977 et avril 1978 dans la Gironde, sur la ligne de Ravezies à Pointe-de-Grave entre les gares de Lesparre et de Soulac-sur-Mer.
Les rames automotrices sortent d'usine entre 1978 et 1980 et sont dénommées à l'origine « série 9000 ». Les 18 premières unités (sur un total de 100) sont entièrement fabriquées en France. Au sein du groupement Francorail-MTE, Carel Fouché Languepin fabrique les caisses, Creusot-Loire fournit les bogies, MTE l'appareillage électrique et le câblage et Jeumont-Schneider les hacheurs de courant. Traction CEM-Oerlikon produit les moteurs de traction. Les 82 unités restantes sont assemblées au Brésil par Cobrasma dans les usines d'Osasco et de Sumaré avec le nécessaire en pièces détachées d'origine française (importation sous le régime Complete Knock Down).
| Année | Rames | Voitures |
| ----- | ----- | -------- |
| 1978  | 20    | 60       |
| 1979  | 50    | 150      |
| 1980  | 30    | 90       |
| Total | 100   | 300      |

### Exploitation (à partir de 1979)
La mise en service des nouveaux trains de banlieue de la série 9000, dits trains français, débute lors d'une cérémonie pour le 425e anniversaire de la ville de São Paulo, le 25 janvier 1979.
Au milieu des années 1980, Fepasa renomme l'ensemble de son matériel roulant : les rames automotrices de la série 9000 sont renumérotées au sein de la série 5000. Leur identification prend la forme d'une numérotation séquentielle UI 5XXX, où UI signifie Unidade inoxidável (unités en acier inoxydable).
En 1992, l'exploitation des lignes Fepasa est transférée à la nouvelle société CPTM : celle-ci exploite les lignes Ouest et Sud, mais les sommes perçues à la billetterie sont reversées à Fepasa. Ce n'est qu'à partir de 1996 que la CPTM commence à exploiter pleinement les deux lignes, renommées B et C. Elles deviennent les lignes 8-Diamant et 9-Émeraude entre 2007 et 2008. Dans les années 1990, la série 5000 est la plus grande flotte de la CPTM. Chaque rame est composée de douze voitures, étant divisée en deux éléments de six caisses.

### Rénovation en 1999 et 2000, nouvelles livrées en 2013 et 2022
De 1999 à 2000, certaines unités sont modernisées dans le cadre d'un programme quinquennal de modernisation du parc ferroviaire (programa quinquenal de modernização e remobilização de frota PQMR). Elles sont rénovées par les sociétés Adtranz, Bombardier Transport, Companhia Comércio e Construções (CCC), Gevisa et Montagens Projetos Especiais (MPE). Dans le cadre du plan de modernisation, la série 5000 est remplacée sur la ligne 8 par la nouvelle série 8000 et le processus est achevé fin 2012.
En 2013, CPTM sélectionne six rames de la série 5000 afin qu'elles circulent en compositions de quatre voitures avec une nouvelle livrée. Elles demeurent en essai jusqu'à l'extension de la ligne 8-Diamant effective en avril 2014, entre Itapevi et Amador Bueno, en tant que série 5400,.

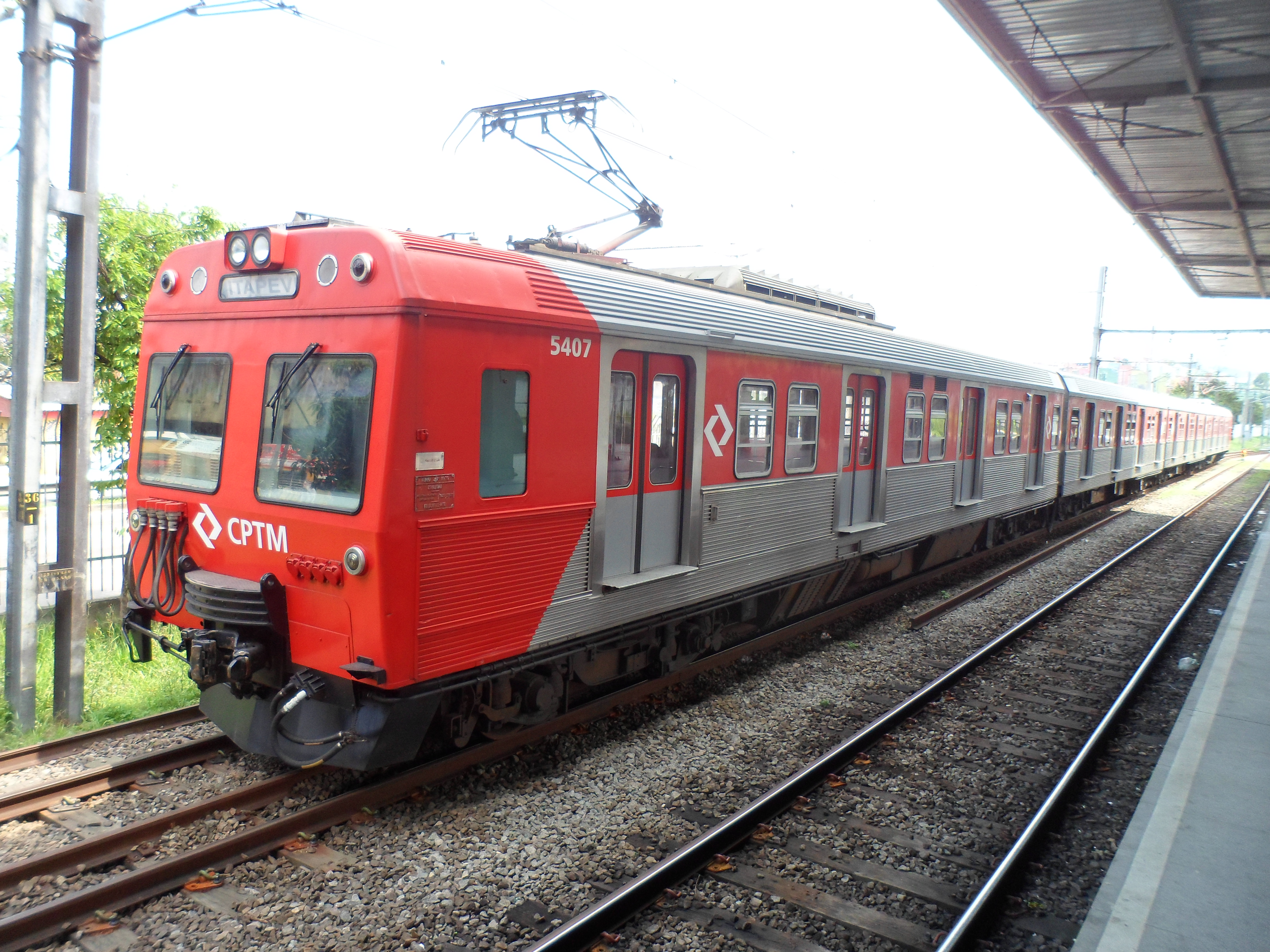
Rame de type 5400 (série 5000 rénovée) en gare d'Itapevi, sur la ligne 8 Diamant en octobre 2016.

Dans le cadre de l'exploitation des lignes 8 - Diamant et 9 - Émeraude, les six rames de la série 5400 sont transférées en 2022 au nouveau concessionnaire ViaMobilidade, nécessitant une nouvelle décoration extérieure unifiée.

## Accidents et incidents
- 29 décembre 1980 - Collision entre deux rames entre les gares de Lapa et Barra Funda. Bilan de 238 blessés et destruction de certaines voitures[15].
- 8 décembre 1984 - Une collision entre la rame de métro 9018 et un train de marchandises tue 3 personnes et en blesse 50 autres. L'accident s'est produit entre les stations Cidade Universitária et Pinheiros[16].
- 26 décembre 1984 - Collision entre une rame et un train de marchandises à l'ouest de la gare de Jandira. L'accident fait 3 morts et 43 blessés. En raison de la survenance de deux accidents en moins de 30 jours, le PDG de Fepasa, Cyro de Laurenza, démissionne de son poste[17].
- 8 juillet 1993 - Collision entre un camion et un train au passage à niveau de la gare de Jandira. Un camion frigorifique traverse la barrière et heurte une rame de la série 5000, blessant cinq personnes[18],[19].
- 4 septembre 1995 - Un accident entre une locomotive et une rame à l'est de la gare de Domingos de Moraes fait quatre blessés. Avec la collision et le déraillement, le mur d'une caserne de l'armée à côté de la ligne est détruit[20].
- 24 novembre 2000 - Une collision entre un train et un bus au passage à niveau de la gare Antonio João tue une personne et en blesse 17[21].
- 29 janvier 2004 - Un train déraille sur un aiguillage entre les gares Imperatriz Leopoldina et Presidente Altino. Une traverse placée par acte de malveillance sur l'appareil de voie est à l'origine de l'accident[22].
- 25 décembre 2006 - Une bombe explose dans un train à la gare d' Engenheiro Cardoso, blessant une personne[23].
- 26 janvier 2012 - Deux rames de la série 5000 entrent en collision et déraillent à l'ouest de la gare d'Engenheiro Cardoso. Bien que l'impact soit considéré comme modéré, six personnes sont blessées et l'une des rames est déclarée irrécupérable[24].

## Dans la culture populaire brésilienne
- En 1979, une rame de la série 5000 apparaît dans une publicité Rhodia pour le produit Bidim (couverture en polyester utilisée dans le bâtiment)[25].
- En janvier 1988, Frateschi lance une reproduction du train Série 5000 à l'échelle HO[26], toujours fabriquée en 2017[27].
- En 1993, une rame de la série 5000 apparaît dans un film publicitaire de Volkswagen do Brasil[28].
- Une rame de la série 5000 et la gare de Quitaúna font partie des décors du film De Passagem (2003)[29],[30].
- Lors du relais de la flamme aux Jeux panaméricains de 2007, une rame de la série 5000 sert de moyen de transport pour la torche portée par l'ancienne joueuse de basket Hortência Marcari[31],[32].